# Ху Хешен
Ху Хешен (кит.: 胡和生; 20 червня 1928, Шанхай — 2 лютого 2024) — китайська жінка-математик, академкиня Академії наук КНР.

## Біографія
Народилася в Шанхаї, закінчила математичний факультет Чжецзянського університету в 1952 році. З 1952 по 1956 рік працювала науковою співробітницею Інституту математики Академії наук КНР. З 1956 працює в Університеті Фудань в Шанхаї — доцентка, потім професор. Вела дослідницьку групу в університеті Фудань протягом 1980-х і 1990-х років.
У 1991 обрана академіком Академії наук Китаю.
Була віцепрезидентом Китайського математичного товариства і президентом Шанхайського математичного товариства. У 2002 виступила з лекцією Еммі Нетер під час Міжнародного математичного конгресу в Пекіні.
Основні праці в області диференціальної геометрії.

## Родина
Її чоловік Гу Чаохао — також відомий математик, був президентом науково-технічного університету Китаю.